# Amphisbaena hyporissor
Espèce
Synonymes
- Amphisbaena gonavensis hyporissor Thomas, 1965
- Amphisbaena gonavensis leberi Thomas, 1965

Statut de conservation UICN

 EN  : En danger
Amphisbaena hyporissor est une espèce d'amphisbènes de la famille des Amphisbaenidae.

## Répartition
Cette espèce est endémique d'Hispaniola. Elle se rencontre dans la péninsule de Barahona en République dominicaine et dans l'extrême Sud d'Haïti.

## Publication originale
- Thomas, 1965 : Two new subspecies of Amphisbaena (Amphisbaenia, Reptilia) from the Barahona Peninsula of Hispaniola. Breviora, no 215, p. 1-14 (texte intégral).